# Miroslav Stoch
Miroslav "Miňo" Stoch (født 19. oktober 1989 i Nitra, Tjekkoslovakiet) er en slovakisk professionel fodboldspiller, der spiller for den tjekkiske klub Slavia Prag. Han har tidligere spillet for blandt andet Chelsea, Twente, Fenerbahce og PAOK Thessaloniki.
Stoch har (pr. april 2018) spillet 55 kampe og scoret seks mål for Slovakiets landshold.